# W-7-Klasse
Die W-7-Klasse (japanisch 第七号型掃海艇 Dai Nana Gō-gata Sōkaitei, deutsch ‚Minensucher Nr.7-Klasse‘) war eine Klasse von sechs Minensuchbooten der Kaiserlich Japanischen Marine, die im Zweiten Weltkrieg zum Einsatz kamen.

## Bau
Im Rahmen des 3. Kreis-Bauprogramms (Maru 3 Keikaku) von 1937 wurden sechs Einheiten mit den Baunummern 49 bis 54 geordert. Diese wurde bei drei privaten (5) und einer staatlichen (1) Werft zwischen Oktober 1937 und Mai 1938 auf Kiel gelegt und bis August 1939 in Dienst gestellt.

## Liste der Schiffe
| Bau-Nr. | Name                                                  | Bauwerft                  | Kiellegung        | Stapellauf         | Indienststellung  | Verbleib                                                                                            |
| ------- | ----------------------------------------------------- | ------------------------- | ----------------- | ------------------ | ----------------- | --------------------------------------------------------------------------------------------------- |
| 49      | Dai-7-Gō Sōkaitei (第七号掃海艇) Minensucher Nr.7     | Mitsui Zōsen, Tamano      | 27. Oktober 1937  | 16. Juni 1938      | 15. Dezember 1938 | versenkt am 15. April 1944 durch brit. U-Boot Storm, vor den Andamanen                              |
| 50      | Dai-8-Gō Sōkaitei (第八号掃海艇) Minensucher Nr.8     | Uraga Dock, Yokosuka      | 11. Dezember 1937 | 28. Mai 1938       | 15. Februar 1939  | Kriegsbeute Großbritannien, versenkt am 13. Juli 1946 in der Straße von Malakka                     |
| 51      | Dai-9-Gō Sōkaitei (第九号掃海艇) Minensucher Nr.9     | Marinewerft Maizuru       | 7. Februar 1938   | 10. September 1938 | 15. Februar 1939  | gesunken nach Minentreffer am 1. Februar 1942, vor der Insel Ambon, (japanische Invasion von Ambon) |
| 52      | Dai-10-Gō Sōkaitei (第十号掃海艇) Minensucher Nr.10   | Ishikawajima Zōsen, Tokio | 21. Dezember 1937 | 22. September 1938 | 15. Februar 1939  | versenkt am 10. Dezember 1941 durch Luftangriff, vor Vigan (japanische Invasion der Philippinen)    |
| 53      | Dai-11-Gō Sōkaitei (第十一号掃海艇) Minensucher Nr.11 | Uraga Dock, Yokosuka      | 30. Mai 1938      | 28. Dezember 1938  | 15. Juli 1939     | versenkt am 28. März 1945 durch Luftangriff, in Makassar                                            |
| 54      | Dai-12-Gō Sōkaitei (第十二号掃海艇) Minensucher Nr.12 | Ishikawajima Zōsen, Tokio | 28. Mai 1938      | 18. Februar 1939   | 15. August 1939   | versenkt am 15. April 1944 durch amerik. U-Boot USS Besugo, vor der Insel Flores                    |

## Technische Beschreibung

### Rumpf
Der Rumpf der Boote der W-7-Klasse war 72,27 Meter lang, 7,96 Meter breit und hatte bei einer Einsatzverdrängung von 762 Tonnen einen Tiefgang von 2,6 Metern.

### Antrieb
Der Antrieb erfolgte durch zwei mischbefeuerte Dampferzeuger – Kampon-Kesseln des Yarrow-Typs – und zwei Getriebeturbinensätze, mit denen eine Gesamtleistung von 3.850 PS (2.832 kW) erreicht wurde. Die Leistung wurde an zwei Wellen mit je einer Schraube abgegeben. Die Höchstgeschwindigkeit betrug 20 Knoten (37 km/h). Die maximale Fahrstrecke 2.000 Seemeilen (3.704 km) bei 14 Knoten.

### Besatzung
Die Besatzung hatte eine Stärke von 88 Mann.

### Bewaffnung

#### Artillerie

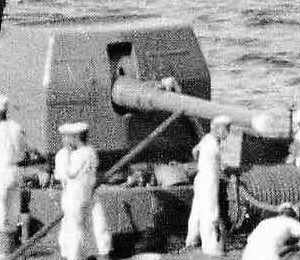
12-cm-Geschütz Typ 3, hier das Buggeschütz des Zerstörers Yūnagi (Kamikaze-Klasse).

Die Artilleriebewaffnung bestand aus drei 12-cm-Seezielgeschützen mit Kaliberlänge 45 Typ 3. Diese konnten eine 20,4 Kilogramm schwere Granate bis zu 15 Kilometer weit schießen und waren in drei Einzellafetten verbaut. Diese Mittelpivotlafetten verfügten über einfache Schilde, welche dem Splitterschutz dienten, und hatten ein Gewicht von 8,9 Tonnen. Ab 1944 wurde ein Geschütz an Land gegeben und durch leichte Flugabwehrgeschütze ersetzt.

#### Flugabwehr
Zur Flugabwehr standen zwei 2,5-cm-Maschinenkanonen Typ 96 zur Verfügung. Die 2,5-cm-Maschinenkanonen verschossen im Einsatz rund 110 bis 120 Schuss pro Minute, die effektive Reichweite lag bei etwa 3 Kilometern bei 85° Rohrerhöhung.
Bedingt durch die Bedrohung durch die alliierten Streitkräfte während des Pazifikkrieges, kam es 1944 zur Verstärkung der Flugabwehrbewaffnung aller noch vorhandenen Boote. Die Bewaffnung bestand nun aus neun 2,5-cm-Maschinenkanonen, welche über das Boot verteilt waren.

#### U-Jagdausrüstung
Die U-Jagdbewaffnung bestand aus einem Y-Wasserbombenwerfer Typ 94 mit 18 Wasserbomben, welche sich auf dem Achterdeck befanden. Ab 1944 wurde die Anzahl der Wasserbomben auf bis zu 36 Stück erhöht, welche nun durch zwei Ablaufschienen und den Werfern eingesetzt werden konnten.

#### Minensuchausrüstung

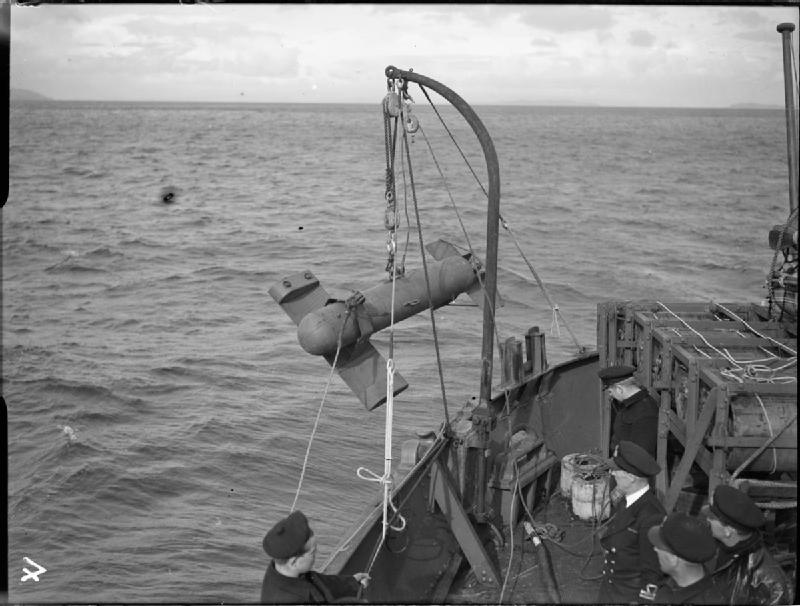
Einsatz eines Räumotters zum mechanischen Minenräumen, ähnlich wie ihn die Kaiserlich Japanische Marine verwendete.

Zum mechanischen Räumen von Seeminen (Ankertauminen) verfügte die Klasse über Minenräumgeschirr bestehend aus Räumottern (engl. Paravane), welche mittels zweier Davits am Heck abgelassen wurden. Diese Räumotter wurden seitlich vom schleppenden Fahrzeug nachgezogen und durch Tragflächen auf Höhe gehalten. Das gespannte Schleppkabel konnte nun die Ankertaue von Ankertauminen zum Räumotter führen, wo es durch Kabelschneider durchtrennt wurde, und die Mine aufschwamm. Danach konnte sie mittels Handfeuerwaffen oder Schiffsartillerie zur Explosion gebracht werden. Sollte das Ankertau nicht durchtrennt werden, wurde die Mine und der Räumotter zur Kollision und damit Explosion gebracht. Das Schleppkabel konnte danach eingeholt und gegebenenfalls vorhandenes Ersatzgerät angebracht werden. Es wurden bis zu sechs Räumotter an Bord mitgeführt.

### Sensoren

#### Sonar
Zur Suche nach U-Booten war ein Echoortungssystem des Typs 93 und einem Hydrophon-Set vom Typ 93 eingerüstet. Dieses Hydrophon-Set bestand aus zwei Gruppen zu je acht Sensoren, eine Gruppe auf jeder Bootsseite.